# Ako ste slobodni večeras
Ako ste slobodni večeras je dvojen album v živo slovenske avantgardne rock skupine Buldožer. Izdan je bil leta 1982 pri založbi Helidon. Posnet je bil na koncertu v zagrebškem klubu Kulušić v začetku leta 1982, naznanila in intervjuji pa so bili dodani septembra. Takrat je bil album tudi do konca zmiksan.

## Glasba
"In memoriam" je osmrtnica, posvečena Branimirju "Džoniju" Štuliću, frontmanu novovalovske skupine Azra, ki naj bi se zažgal v znak protesta za poljsko krizo v letih 1980–81. Gre za lažno trditev, saj Štulić takrat ni storil samomora oz. je še danes živ. Je pa res, da je simpatiziral s Poljaki, kar je bilo najbolj očitno v pesmi skupine Azra "Poljska u mome srcu" z albuma Sunčana strana ulice (1981).

## Seznam pesmi
Stran A
1. "Žene i muškarci" – 3:43
2. "Ja imam ritam" – 2:14
3. "A. V. oktet Marjetice" – 2:40
  - "Najava" – 0:50
  - "Voli me – ne voli me" – 1:50
4. "Yes My Baby, No" – 5:02
5. "Kako osvojiti članove Buldožera" – 1:12
6. "Odmah kaži da" – 5:08

Stran B
1. "Boogie za prijatelja" – 2:28
2. "Underground Buldožer" – 0:31
3. "Helga" – 3:26
4. "Buldožer za ples" – 0:20
5. "Helga II" – 2:40
6. "Neo-art Buldožer" – 0:31
7. "Helga III" – 4:50
8. "Oberkrainer duet" – 5:14
  - "Najava" – 1:06
  - "Helga IV" – 1:52
  - "Život to je feferon" – 2:16

Stran C
1. "In memoriam" – 3:54
2. "Blues gnjus" – 7:38
3. "U ime naroda" – 2:21
4. "Novo vrijeme" – 4:16
  - vključuje del pesmi "It's Now or Never"
5. "Črtomir i Hubert" – 4:21
  - "Najava" – 0:40
  - "Hey Joe" – 1:45
  - "Another Freak in the Hall" – 1:56 (melodija pesmi "Oj, svijetla majska zoro", besedilo pesmi "Another Brick in the Wall (Part 2)" skupine Pink Floyd)

Stran D
1. "Karlo" – 4:33
2. "Slovinjak punk" – 2:37
3. "Franci Kokalj" – 3:12
  - "Najava" – 1:18
  - "Vodimo ljubav" – 1:54
4. "Nirvana" – 3:04
5. "Plesne cipele" – 2:40
6. "Koji broj gaća nosi Buldožer" – 0:56
7. "Ko jebe Buldožer" – 2:54 (priredba pesmi "Roll Over Beethoven" Chucka Berryja)
8. "Tko jede dinje" – 0:34

## Zasedba
Buldožer
- Boris Bele — glavni vokal, kitara
- Janez Zmazek - Žan — kitara
- Dušan Vran — bobni
- Andrej Veble — bas kitara, spremljevalni vokali
- Borut Činč — klaviature, spremljevalni vokali, soproducent

Tehnično osebje
- Marjan Paternoster — oblikovanje
- Jurij Toni — asistent inženirja
- Dražen Vrdoljak — intervjuvar
- Mladen Škalec — snemanje, inženir
- Aco Razbornik — snemanje
- Igor Antić — fotografija